# Conus paraguana
Espèce
Conus paraguana est une espèce de mollusques gastéropodes marins de la famille des Conidae.
Comme toutes les espèces du genre Conus, ces escargots sont prédateurs et venimeux. Ils sont capables de « piquer » les humains et doivent donc être manipulés avec précaution, voire pas du tout.

## Description
Description originale : « Coquille petite pour le genre, mince, élancée, lisse et polie ; spire élevée, à côtés droits ; épaule légèrement arrondie, extrémité antérieure avec huit sulci profondément imprimés ; whorls de la spire lisses ; couleur jaune avec deux larges bandes de havane pâle, lignes de points et de tirets serrées ; larges bandes de points séparées par une large bande blanche autour du milieu du corps ; bande blanche au milieu du corps avec deux lignes de minuscules points feu ; verticilles spiraux fortement marqués de nombreuses et grandes flammules jaune-beige ; intérieur de l'ouverture blanc ; périostracum mince, jaune, transparent, lisse. ».
La taille de la coquille varie entre 18 mm et 25 mm.

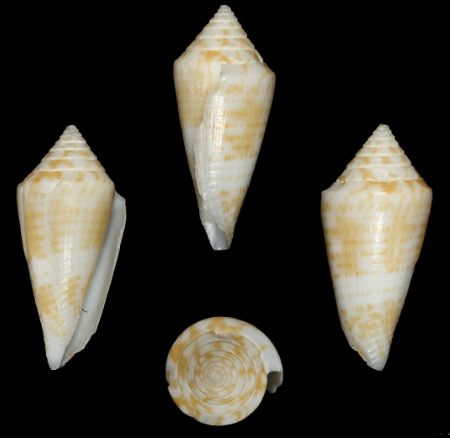
Coquille et protoconque de Conus paraguana (spécimen à la Smithsonian Institution).

## Distribution
Locus typicus : « Golfe du Venezuela, au large de Los Taques, Péninsule de Paraguana, Falcon, Venezuela ».
Cette espèce est présente dans la mer des Caraïbes au large du Venezuela.

## Taxonomie

### Publication originale
L'espèce Conus paraguana a été décrite pour la première fois en 1987 par le malacologiste américain Edward James Petuch (d) dans « Charlottesville, Virginia: The Coastal Education and Research Foundation »,.

### Synonymes
- Conus (Dauciconus) paraguana Petuch, 1987 · appellation alternative